# Johan August Brinell

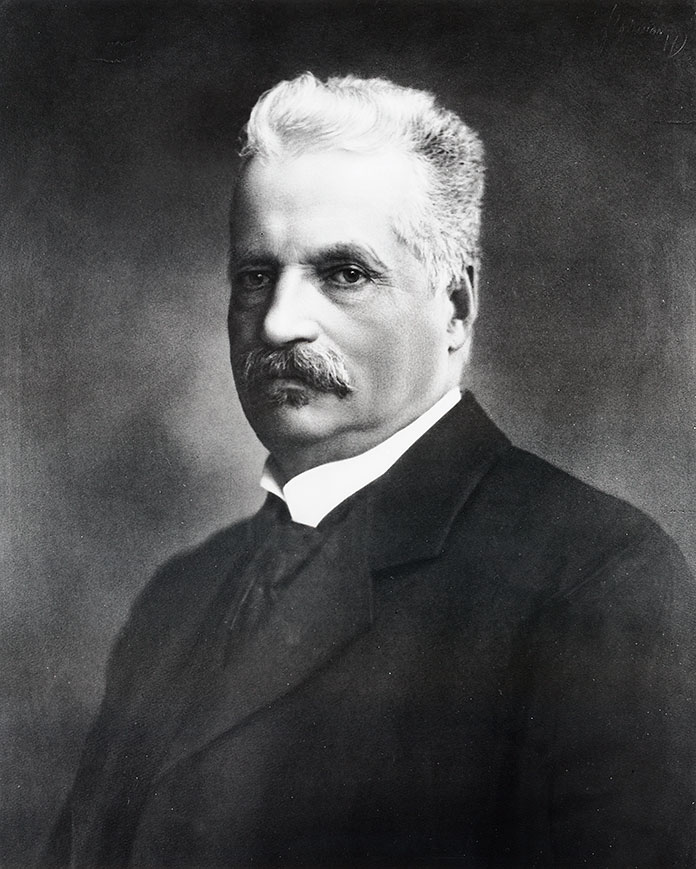
Johan August Brinell (1920)

Johan(n) August Brinell (* 21. November 1849 in Bringetofta bei Nässjö; † 17. November 1925 in Stockholm) war ein schwedischer Ingenieur. Sein Geburtstag wird auch mit 21. Juni 1849, sein Todesjahr fälschlich auch mit 1929 angegeben.

## Leben
Brinell begann seine berufliche Laufbahn bei den Eisenwerken in Lesjöfors. Im Jahre 1882 wurde er Chefingenieur der Fagersta-Eisenwerke und von 1903 bis 1914 Chefingenieur beim Jernkontoret.
Er entwickelte das nach ihm benannte Härteprüfverfahren mit Kugeldruckprobe, das im Jahre 1900 anlässlich der Pariser Weltausstellung vorgestellt wurde. Die dort gezeigten 1500 Schmelzen waren die Basis für systematische Untersuchungen zum Einfluss der Legierungselemente Kohlenstoff, Silicium und Mangan auf die Härte von Stahl. Das Messverfahren wurde auch nach Ermittlung entsprechender Korrelationen zur Bestimmung der Festigkeit genutzt. Ab 1902 war Brinell Mitglied der Königlich Schwedischen Akademie der Wissenschaften.